# Nicolás León
Nicolás León (* 6. Dezember 1859 in Quiroga; † 23. Januar 1929 in Mexiko-Stadt) war ein mexikanischer Mediziner, Archäologe, Anthropologe und Ethnologe.
León studierte bis 1883 Medizin am Colegio de San Nicolás in Morelia. 1885 wurde er hier Professor für Pathologie. 1886 gründete er das Museo de Michoacán, dessen Direktor er wurde. In dieser Funktion widmete er sich der Erforschung der Archäologie und Geschichte Mexikos und der indigenen Bevölkerung sowie naturkundlichen Studien und veröffentlichte mehr als dreißig wissenschaftliche Arbeiten in den Annalen des Museums.
1891 wurde er mit dem Aufbau des Museo Oaxaqueño beauftragt. Ab 1893 unterrichtete er Naturwissenschaften an der Escuela Normal para Profesores von Oaxaca, ab dem Folgejahr wirkte er auch an der Escuela Nacional de Agricultura in San Jacinto. 
1899 trat er dem Instituto Bibliográfico bei, wo er die Bibliografía Mexicana del Siglo XVIII erarbeitete. Von 1900 bis 1909 und von 1911 bis 1925 wirkte er am Museo Nacional de México. 1914 wurde er Mitglied der Academia Nacional de Medicina, der er ab 1921 als Vizepräsident und ab 1922 als Präsident vorstand.
León veröffentlichte fast 350 eigene Arbeiten zur Anthropologie, Ethnografie und Ethnologie, Linguistik, Archäologie, Geschichte und Bibliografie, daneben zahlreiche Übersetzungen und gab über einhundert Schriften anderer Autoren heraus.

## Schriften
- Apuntes para la historia médica de Michoacán
- Apuntes para la historia de la Cirugía
- La obstetricia en México
- Bibliografía Botánica Mexicana
- Bibliografía Mexicana del Siglo XVIII
- Compendio de Historia General de México, desde los tiempos prehistóricos hasta 1900, Mexiko, Madrid 1901
- Bibliografía de don Vasca de Quiroga, Michoacán, 1903
- In memoriam de fray Antonio de San Miguel Iglesias, Michoacán, 1904
- Vida de don Alfredo Chavero, Michoacán, 1904
- Benefactores insignes de la ciudad de México y Tradiciones y leyendas piadosas de México, Mexiko, 1916

| Personendaten    | Personendaten                                                    |
| ---------------- | ---------------------------------------------------------------- |
| NAME             | León, Nicolás                                                    |
| KURZBESCHREIBUNG | mexikanischer Mediziner, Archäologe, Anthropologie und Ethnologe |
| GEBURTSDATUM     | 6. Dezember 1859                                                 |
| GEBURTSORT       | Quiroga                                                          |
| STERBEDATUM      | 23. Januar 1929                                                  |
| STERBEORT        | Mexiko-Stadt                                                     |